# Horánszky András
Horánszky András (Budapest, 1928. április 25. – Budapest, 2015. május 18.) botanikus, ökológus, egyetemi tanár. Botanikai szakmunkákban nevének rövidítése: „ Horánszky”.

## Életpályája
Az ELTE biológia-földrajz szakán 1946–1950 között szerzett diplomát. Andreánszky Gábor professzor tanítványaként került a tanszékre 1947-ben. Tanulmányai alatt fizetés nélküli gyakornokként dolgozott. 1950. június 1-től tanársegédként, adjunktusként, majd docensként tanított az egyetemen 1992. június 30-án való nyugdíjazásáig.
Budapesten hunyt el 87 évesen, 2015. május 18-án.

## Munkássága
Kutatási területe a növényrendszertan és növényföldrajz. Foglalkozott a pázsitfüvek bioszisztematikai kérdéseivel és vegetáció kutatással. Részt vett a hazai természeti értékek országos felmérését végző programban, a Bükk-hegység növénytársulásai és erdőtípusai térképezésében Zólyomi Bálint vezetésével.
A "Visegrádi hegység erdőtársulásai" című monográfiájával 1957-ben elnyerte a Biológiai Tudományok kandidátusa tudományos fokozatot . E munkájában kiemelten foglalkozott az erdők védelmével, az állományok kezelésének ökológiai alapjaival, a gyakorlati erdészeti és természetvédelmi célokat is segítve. Az említett hegyvidék erdőinek monográfiája az Akadémiai Kiadónál 1964-ben önálló kötetként jelent meg.
1957-ben fontos tevékenysége volt még a Nagymaros közeli Szentmihály-hegyen a tercier reliktum Magyarföldi husáng (Ferula sadleriana) termőhelyén végzett mikroklíma-mérés, valamint a Pilisszentiván közeli Pilisi len (Linum dolomiticum) élőhely védelmének terve is.
Természetvédelmi munkássága elismeréseként 1977-ben Pro Natura Díjat  és 1988-ban Jávorka Sándor Díjat kapott.

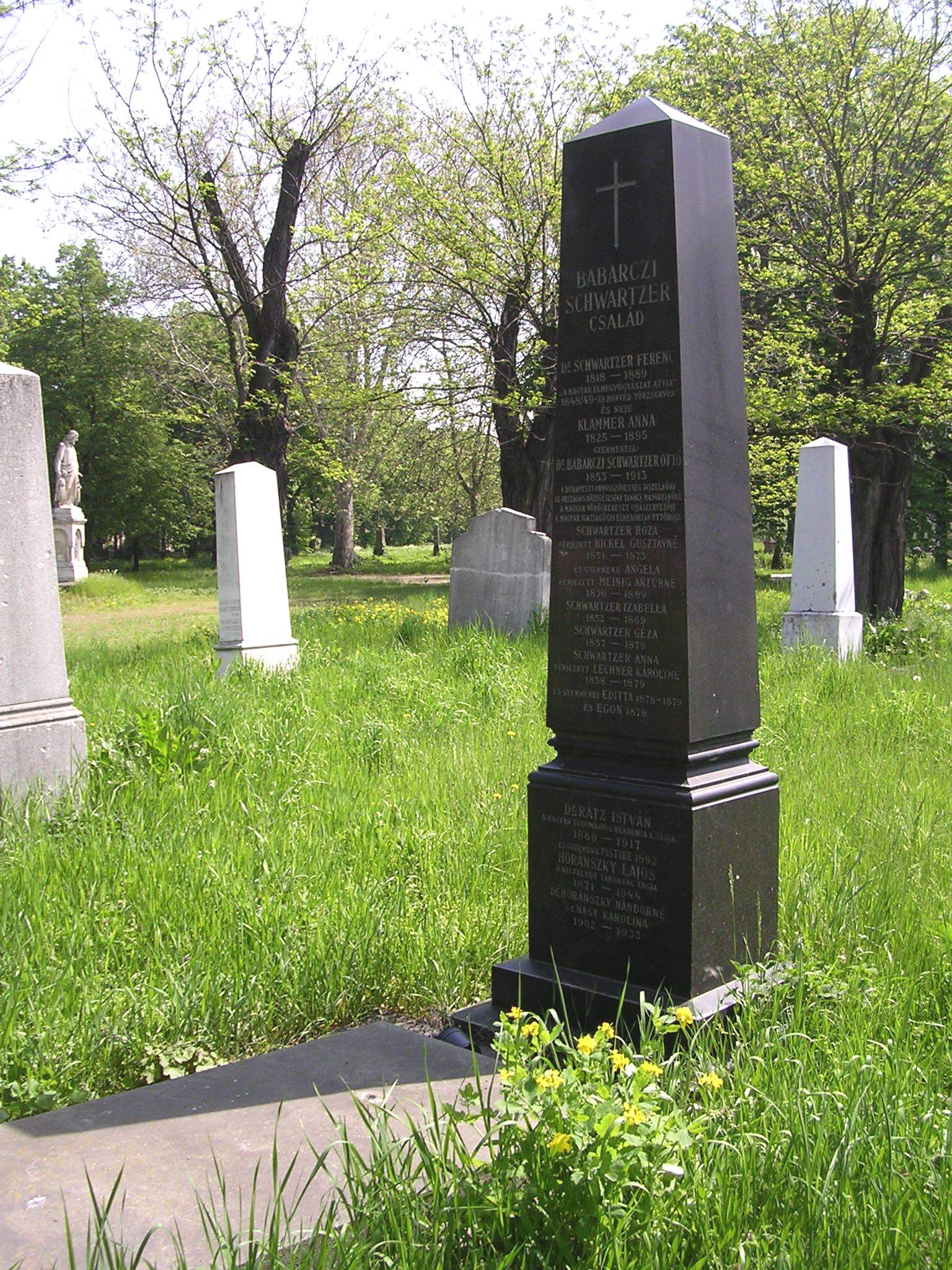
Családjának sírja a Fiumei úti sírkertben, ahova 2015-ben temették.

## Fő munkái
- Horánszky András–Komlódi Magda: Növényrendszertani gyakorlatok. 1.-2. f. é.; Tankönyvkiadó, Bp., 1964
- Horánszky András: Die Walder des Szentendre – Visegrader Gebirges (Budapest 1964.)
- Horánszky András – Járainé Komlódi Magda: Növénytani praktikum
- Csapody Vera-Horánszky András: Vadvirágok; Móra Kiadó, Bp., 1972 (Búvár zsebkönyvek)
- Túrák a Pilis- és a Börzsöny-hegységekben; OPI, Bp., 1984 (Kirándulási kalauz)
- Kihaló és jövevény növényfajok; TIT, Bp., 1986 (Biológiai ismeretterjesztés)
- Horánszky András–Járainé Komlódi Magda: Növényrendszertani praktikum. Egyetemi segédkönyv; Tankönyvkiadó, Bp., 1991
- Sok szakkönyvet fordított német nyelvről például: Uránia Növényvilág 1, 2 kötete.

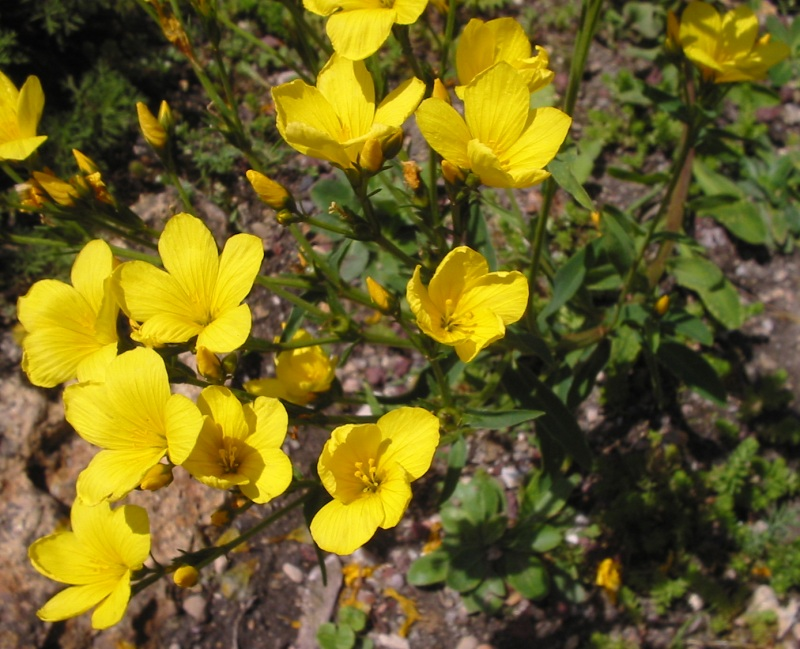
Pilisi len (Linum dolomiticum)